# Defensoria Pública do Estado do Ceará
A Defensoria Pública Geral do Estado do Ceará é um órgão autônomo criado através da Lei Complementar Estadual nº 06, de 28 de abril de 1997, como resultado das orientações emanadas pela Lei Complementar Federal nº 80/1994. A sua sede principal fica localizada na Av. Pinto Bandeira, nº 1.111, Luciano Cavalcante, Fortaleza, Ceará, Cep 60.811-170. Fone: (85) 3101.3434 / Fax: (85) 3101.3428. Atualmente possui 51 comarcas-sede e 26 comarcas vinculadas.

## Função, Princípios e Objetivos

### Funções
- Prestar orientação jurídica e exercer a defesa dos necessitados, em todos os graus;
- Promover, prioritariamente, a solução extrajudicial dos litígios, visando à composição entre as pessoas em conflito de interesses, por meio de mediação, conciliação, arbitragem e demais técnicas de composição e administração de conflitos;
- Promover a difusão e a conscientização dos direitos humanos, da cidadania e do ordenamento jurídico;
- Prestar atendimento interdisciplinar, por meio de órgãos ou de servidores de suas Carreiras de apoio para o exercício de suas atribuições;
- Exercer, mediante o recebimento dos autos com vista, a ampla defesa e o contraditório em favor de pessoas naturais e jurídicas, em processos administrativos e judiciais, perante todos os órgãos e em todas as instâncias, ordinárias ou extraordinárias, utilizando todas as medidas capazes de propiciar a adequada e efetiva defesa de seus interesses;
- Representar aos sistemas internacionais de proteção dos direitos humanos, postulando perante seus órgãos;
- Promover ação civil pública e todas as espécies de ações capazes de propiciar a adequada tutela dos direitos difusos, coletivos ou individuais homogêneos quando o resultado da demanda puder beneficiar grupo de pessoas hipossuficientes;
- Exercer a defesa dos direitos e interesses individuais, difusos, coletivos e individuais homogêneos e dos direitos do consumidor, na forma do inciso LXXIV do art. 5º da Constituição Federal;
- Impetrar habeas corpus, mandado de injunção, habeas data e mandado de segurança ou qualquer outra ação em defesa das funções institucionais e prerrogativas de seus órgãos de execução;
- Promover a mais ampla defesa dos direitos fundamentais dos necessitados, abrangendo seus direitos individuais, coletivos, sociais, econômicos, culturais e ambientais, sendo admissíveis todas as espécies de ações capazes de propiciar sua adequada e efetiva tutela;
- Exercer a defesa dos interesses individuais e coletivos da criança e do adolescente, do idoso, da pessoa portadora de necessidades especiais, da mulher vítima de violência doméstica e familiar e de outros grupos sociais vulneráveis que mereçam proteção especial do Estado;
- Acompanhar inquérito policial, inclusive com a comunicação imediata da prisão em flagrante pela autoridade policial, quando o preso não constituir advogado;
- Patrocinar ação penal privada e a subsidiária da pública;
- Exercer a curadoria especial nos casos previstos em lei;
- Atuar nos estabelecimentos policiais, penitenciários e de internação de adolescentes, visando a assegurar às pessoas, sob quaisquer circunstâncias, o exercício pleno de seus direitos e garantias fundamentais;
- Atuar na preservação e reparação dos direitos de pessoas vítimas de tortura, abusos sexuais, discriminação ou qualquer outra forma de opressão ou violência, propiciando o acompanhamento e o atendimento interdisciplinar das vítimas;
- Atuar nos Juizados Especiais;
- Participar, quando tiver assento, dos conselhos federais, estaduais e municipais afetos às funções institucionais da Defensoria Pública, respeitadas as atribuições de seus ramos;
- Executar e receber as verbas sucumbenciais decorrentes de sua atuação, inclusive quando devidas por quaisquer entes públicos, destinando-as a fundos geridos pela Defensoria Pública e destinados, exclusivamente, ao aparelhamento da Defensoria Pública e à capacitação profissional de seus membros e servidores;
- Convocar audiências públicas para discutir matérias relacionadas às suas funções institucionais.

### Princípios
- Unidade
- Indivisibilidade
- Independência Funcional.

### Objetivos
- A primazia da dignidade da pessoa humana e a redução das desigualdades sociais;
- A afirmação do Estado Democrático de Direito;
- A prevalência e efetividade dos direitos humanos;
- A garantia dos princípios constitucionais da ampla defesa e do contraditório.

## Missão, Visão e Valores

### Missão
Promover a assistência jurídica integral e gratuita a todos os necessitados, prestando serviço público eficiente e eficaz.

### Visão
Consolidar-se como Instituição de excelência, reconhecida e valorizada por toda a sociedade como essencial ao sistema de justiça.

### Valores
Legalidade, Impessoalidade e Moralidade: obedecer aos princípios constitucionais regentes da Administração Pública, notadamente no que concerne ao zelo pelo interesse público, pela probidade e pela moralidade administrativas.
Eficiência e eficácia: prestar serviço em grau de excelência à população, buscando cumprir os objetivos institucionais, de forma plena e efetiva.
Transparência e Publicidade: praticar os atos com visibilidade, aprimorando os canais de comunicação e transparência.
Cooperação: trabalhar em equipe, compartilhando responsabilidades e resultados.
Ética: agir com integridade e higidez moral em todas as suas ações e relações institucionais.
Responsabilidade Socioambiental: adotar padrões de responsabilidade socioambiental nas ações cotidianas.
Inovação: permanente processo de reinvenção das rotinas de trabalho para otimizar os recursos disponíveis.
Modernização: adoção de modelos de gestão administrativos atuais para alcançar a missão institucional.

## Dirigentes
- Nivea de Matos Nunes Rolim – 1997/1999 e  1999/2001
- Maria Amália Passos Garcia – 2001/2003 e 2003/2005
- Luciano SImões Hortêncio de Medeiros – 2005/2007
- Francilene Gomes de Brito Bessa – 2007/2009 e 2010/2011
- Andrea Maria Alves Coelho – 2011/2013 e 2013/2015
- Mariana Lobo Botelho de Albuquerque  – 2016/2018

## Corregedores Gerais
- Luciano Simões Hortencio de Mediros   - 07/10/1997  a  30/09/1999
- Nívea  de Matos Nunes Rolim  - 09/11/2001  a  31/01/2003
- Tânia Maria de Freitas Mamede - 25/03/2003  a  13/11/2003  (Tampão)
- Tânia Maria de Freitas Mamede - 14/11/2003 a 30/11/2005
- Francisco de Sales Teófilo Neto - 01/12/2005  a  01/12/2007
- Benedita Maria Basto Damasceno  - 14/12/2007  a  02/12/2009
- Benedita Maria Basto Damasceno  - 03/12/2009 até 12/2011
- Vanda Lúcia Veloso Soares de Abreu - 2011/2013 até 2013/2015.
- Luís Fernando de Castro da Paz - 2016/2018

## Estrutura organizacional

### Defensoria Pública Geral
A Defensoria Pública Geral é órgão de administração superior da instituição, ao qual incumbe a representação, orientação normativa, coordenação setorial programática e executiva, supervisão técnica, fiscalização e controle dos órgãos e entidades dela integrantes. A Defensoria Pública do Estado tem por chefe o Defensor Público-Geral do Estado, nomeado pelo Governador do Estado, dentre membros estáveis da Carreira e maiores de 35 (trinta e cinco) anos, escolhidos em lista tríplice formada pelo voto direto, secreto, plurinominal e obrigatório de seus membros, para mandato de 2 (dois) anos, permitida uma recondução. Compete ao Defensor Público-Geral, dentre outras atribuições, dirigir a Defensoria Pública do Estado, superintender e coordenar suas atividades, orientar sua atuação, representá-la judicial e extrajudicialmente, planejar e executar, em todo o Estado, a política da Defensoria Pública.

### Sobre a Defensora Pública Geral
Mariana Lobo é bacharel em Direito, formada pela Universidade de Fortaleza, com especialização em Processo Penal pela Escola Superior da Magistratura/UFC. Defensora pública do Ceará desde 2003, foi vice-presidente da Associação Nacional dos Defensores Públicos (Anadep), presidente da Associação dos Defensores Público do Ceará (2008-2010), ocupou os cargos de defensora pública do Juizado Especial Civil e Criminal, secretária estadual de Justiça e Cidadania (de 2011 a 2014) e é membro do Conselho Nacional de Política Criminal e Penitenciária do Ministério da Justiça. É titular do Núcleo de Direitos Humanos e Ações Coletivas da DPGE.
Mariana foi presidente do Conselho Estadual de Direitos Humanos do Estado do Ceará; membro da Comissão Especial de Direitos Humanos da Presidência da República para estudo da atuação do grupo de extermínio no Ceará; fez parte da comissão da Mulher Advogada da Ordem dos Advogados do Brasil (2008-2009) e participou de vários eventos nacionais e internacionais sobre acesso à justiça, direitos humanos e políticas públicas.

### Subdefensoria Geral
A Subdefensoria Pública Geral é órgão de administração superior da instituição, ao qual compete auxiliar o Defensor Público-Geral nos assuntos de interesse da Instituição e cumprir as tarefas e delegações que lhe forem determinadas. Cabe também ao Subdefensor Geral substituir o Defensor Público-Geral em suas faltas, impedimentos, licenças e férias, auxiliar na solução de questões administrativas, realizar contatos com autoridades e com o público em geral, dentre outras funções.

### Sobre o Subdefensor Público Geral
Leonardo Antônio de Moura Júnior

### Corregedoria Geral
A Corregedoria Geral é o órgão da administração superior ao qual incumbe a fiscalização e orientação da atividade funcional e da conduta dos membros e dos servidores da Defensoria Pública. A fiscalização da Corregedoria tem como objetivo verificar a regularidade do serviço, a eficiência e a pontualidade dos membros da Defensoria Pública no exercício de suas funções. Qualquer pessoa pode noticiar à Corregedoria eventuais desvios ou omissões dos membros da Defensoria Pública. A Corregedoria Geral é composta pelo Corregedor-Geral, Defensor Público integrante da classe mais elevada da carreira, que pode requisitar outros membros da Defensoria pertencentes ao 2° Grau ou à Entrância Final para cooperar nos trabalhos da Corregedoria, os quais atuarão como Corregedores Auxiliares.
Clique aqui e saiba mais sobre a Corregedoria Geral

### Conselho Superior
É o colegiado máximo da Defensoria Pública, incumbindo-lhe exercer atividades consultivas e normativas no âmbito da Defensoria Pública. Compete-lhe também proceder às promoções dos membros da carreira, aprovar a lista de antiguidade, decidir sobre a avaliação do estágio probatório, elaborar as normas reguladoras do processo eleitoral para Defensor Público-Geral, Corregedor-Geral e Ouvidor-Geral, dentre outras. O CONSUP tem como membros natos o Defensor Público-Geral, o Subdefensor Público-Geral, o Corregedor-Geral e o Ouvidor-Geral, além de quatro representantes eleitos pela categoria dentre membros estáveis e que não estejam afastados do cargo. O Presidente da entidade de classe de maior representatividade da categoria também tem assento no colegiado. O Conselho Superior é secretariado pelo Secretário-Geral do Conselho Superior, que dirige a Secretaria do Conselho, secretaria as sessões e auxilia o Presidente e os Conselheiros no desempenho de suas funções.
Clique aqui e saiba mais sobre o Conselho Superior

### Secretaria Executiva
À Secretaria Executiva incumbe prestar direta e imediata assistência ao Defensor Público-Geral. Compete ao Secretário Executivo assessorar e despachar com o Defensor Público-Geral, prestar assistência administrativa ao Defensor Geral, organizar os contatos com autoridades e público em geral, receber e expedir a correspondência, preparar a agenda de compromissos e atividades e providenciar a elaboração de respostas às solicitações e consultas enviadas ao Defensor Público-Geral, além de proferir despachos de mero expediente.

### Assessorias

#### Assessoria Jurídica
À Assessoria Jurídica incumbe coordenar a assessoria jurídica da Defensoria Pública. São atribuições do assessor jurídico, emitir pareceres jurídicos em processos administrativos internos ou consultas formuladas pelo Defensor Público-Geral e demais órgãos da administração superior, redigir ou rever os termos de contratos, convênios ou quaisquer outros documentos a serem firmados pela Defensoria Pública Geral do Estado, prestar assessoria direta aos órgãos da Defensoria Pública em assuntos jurídicos, sempre que lhe for solicitado.

#### Assessoria de Desenvolvimento Institucional
A Assessoria de Desenvolvimento Institucional é o órgão de assessoramento ao qual incumbem funções técnicas relacionadas ao planejamento estratégico e monitoramento dos projetos voltados ao desenvolvimento da Instituição. Encontram-se entre as atribuições da assessoria elaborar os principais instrumentos de orientação do desenvolvimento institucional, como Planejamento Estratégico e Plano Diretor de Tecnologia da Informação, bem como monitorar a execução dos projetos e ações estratégicas e o atingimento de metas. Cabe à ADINS alinhar as diretrizes institucionais e as diretrizes da Coordenadoria de Tecnologia da Informação, de modo a fomentar a modernização da DPGE. Compete ainda ao órgão o assessoramento técnico na elaboração do orçamento e monitoramento da execução orçamentária, além da redação de mensagens, minutas de projetos de lei e relatórios institucionais de conteúdo técnico, bem como assessorar o Gabinete em temas como viabilização de consultorias, captação de recursos extraorçamentários e atendimento a demandas externas na área de gestão e tecnologia.

#### Assessoria de Relacionamento Institucional
À Assessoria de Relacionamento Institucional incumbe assessorar diretamente o Defensor Público-Geral em matéria de relacionamento institucional. Compete à ARINS, dentre outras atribuições, conhecer as experiências institucionais bem sucedidas, dentro e fora do Estado, compartilhando informações, experiências e conhecimentos, assessorar o Defensor Público-Geral junto ao Colégio de Defensores Público Gerais, elaborar e acompanhar as propostas legislativas e demais atos normativos de interesse da Defensoria, redigir propostas de resolução, assessorar o Defensor Público Geral no relacionamento institucional junto a outras organizações e fomentar a articulação interna.

#### Assessoria de Planejamento e Controle
À Assessoria de Planejamento e Controle incumbe coordenar, executar e supervisionar as atividades administrativas da Instituição relativas ao planejamento e controle interno. Cumpre à ASPLAC, especialmente, supervisionar, orientar e proceder à tramitação de processos, orçamentos, contratos e demais assuntos administrativos, consultar documentos, levantar dados, efetuar cálculos e prestar informações, elaborar estudos e pesquisas visando o aprimoramento de rotinas administrativas e de gestão, dentre outros.

#### Assessoria de Desenvolvimento de Projetos
À Assessoria de Desenvolvimento de Projeto incumbe coordenar, planejar, acompanhar a execução e supervisionar as atividades da Instituição relativas a projetos. Compete à ASPRO, dentre outras, identificar políticas e órgãos financiadores de programas ou projetos alinhados às atividades finalísticas da instituição, prestar auxílio aos órgãos da Defensoria Pública na formulação de programas ou projetos, com vistas a adequá-los às exigências e requisitos apresentados pelos órgãos financiadores, elaborar campanhas institucionais em parceria com a Assessoria de Comunicação, fomentar a internalização de práticas exitosas observadas em outras organizações e prestar assessoramento na articulação de projetos e campanhas a serem desenvolvidos em parceria com outras organizações públicas ou privadas.

#### Coordenadorias das Defensorias da Capital e do Interior
Às Coordenadorias da Capital e do Interior incumbe coordenar as atividades dos órgãos de atuação e execução, além de cooperar com as atividades atribuídas aos Supervisores de Núcleos da Defensoria Pública na capital e no interior. São funções da CDC e da CDI, dentre outras, receber e analisar a escala e pedidos de férias e registrar e arquivar escala mensal de Defensores em gozo de férias ou licença, manter atualizada a relação de lotações dos Defensores Públicos, acolher as demandas provenientes dos Defensores e mediar as solicitações feitas pelos Supervisores ao Defensor Público-Geral, encaminhar aos órgãos de apoio administrativo as autorizações de concessão de materiais e equipamentos, dentre outras atividades de suporte à atividade finalística.

### Órgãos Administrativos

#### Coordenadoria Administrativo-Financeira
À Coordenadoria Administrativo-Financeira (COAFI) incumbe coordenar, planejar, executar e supervisionar as atividades da instituição relativas a orçamento, contabilidade, finanças, controle de patrimônio, almoxarifado, compras, transportes e recursos humanos. Atua com apoio das Gerências de Recursos Humanos e da Gerência Financeira, do Núcleo de Patrimônio, além de órgãos operacionais como Logística, Transportes, Almoxarifado e Manutenção.

#### Coordenadoria de Tecnologia da Informação
À Coordenadoria de Tecnologia da Informação (CTI) incumbe coordenar, planejar, executar e supervisionar as atividades da instituição na área de tecnologia da informação. A Coordenadoria abrange as áreas de suporte, infraestrutura e desenvolvimento de sistemas, cabendo ao Coordenador supervisionar as atividades de cada uma dessas áreas, sempre buscando assegurar a qualidade dos serviços de TI no apoio à atividade finalística e a execução dos projetos de modernização estabelecidos no planejamento da instituição.

#### Assessoria de Comunicação
À Assessoria de Comunicação incumbe coordenar, planejar, executar e supervisionar as atividades da instituição relativas à Política de Comunicação, que abrange as áreas de jornalismo, imprensa, relações públicas e publicidade. A redação de jornalismo produz conteúdo com vistas a informar a comunidade interna e externa sobre as ações desenvolvidas pela Defensoria Pública e disseminar os serviços prestados e os resultados alcançados. O atendimento à imprensa corresponde ao relacionamento e resposta às demandas da mídia externa. A área de relações públicas consiste na organização de eventos patrocinados pela Defensoria Pública. Já a área de publicidade coordena as campanhas publicitárias, visando a divulgar as ações da Instituição. Também incumbe à ASCOM monitorar e atualizar o conteúdo do Portal da DPGE na internet e das plataformas de comunicação mantidas nas redes sociais e mídias digitais.

#### Núcleo de Estágio
O Núcleo de Estágio é órgão auxiliar ao qual incumbe coordenar as atividades dos estagiários, além de manter o diálogo institucional com Defensores Públicos e estagiários, esclarecendo a política institucional sobre os programas vigentes. Entre suas atribuições figuram organizar o concurso público para estágio remunerado e voluntário, manter em ordem os assentamentos e bancos de dados dos estagiários da Defensoria Pública, articular parcerias com outras organizações na área de estágio, orientar os estagiários quanto a seus deveres e direitos, administrar as solicitações dos Defensores Públicos e estabelecer critérios objetivos para distribuição dos estagiários.